# リン・シャオロウ
リン・シャオロウ（林 小樓、1967年10月17日 - ）は、台湾台北市出身の元子役、女優。本名：林 文婷（リン・ウエンティーン。中華圏では「林 小楼」名義）。

## 人物
子役時代は、少年さながらの風貌だったため『新桃太郎』シリーズの主役として活動。

## 出演作品

### 映画
- 『鄉野人』（1980年）
- 『人肉戰車』（1982年）
- 『靈幻童子 (邦題:妖魔伝)』（1986年）
- 『勇闖江湖 (邦題:少女戦士'88)』（1987年）
- 『捉鬼雜牌軍 (邦題:新・桃太郎)』（1987年）
- 『孩子王 (邦題:幽幻道士(キョンシーズ)4)』（1988年）
- 『新桃太郎大顯神威 (邦題:新桃太郎2)』（1988年）
- 『鳳凰王子 (邦題:新桃太郎3/聖魔大戰)』（1988年）
- 『魔界怪譚』（1989年）
- 『愛拼才會贏』（1989年）
- 『霹靂警花』（1989年）
- 『女學生與流氓鬼 (邦題:リン・シャオロウのゴーストパワーを持つ少女)』（1989年）
- 『流氓差婆 (邦題:サンダードラゴン)』（1989年）
- 『魔幻紫水晶』（1990年）
- 『遊俠兒』（1990年）
- 『鬼屋小精靈 (邦題:チャイルド・ゴースト/夢と冒険の魔法旅行)』（1990年）
- 『冰封奇俠』（1990年）
- 『好小子8-笑傲城市好小子』（1990年）
- 『新十二生肖』（1990年）
- 『雌雄至尊』（1990年）
- 『大頭兵上戰場雜牌軍』（1991年）
- 『至尊殺手』（1991年）
- 『逃學歪傳』（1992年）
- 『笑林小子 II 之新烏龍院』（1994年）
- 『泡妞專家 (邦題:金城武のピックアップ・アーティスト)』（1996年）
- 『人皮高跟鞋 (邦題:ハイヒール)』（1996年）
- 『忍者兵』（1997年）
- 『猴死囝仔』（2003年）
- 『猴死囝仔2：那年暑假』（2004年）
- 『殭屍寶貝』（2005年）
- 『大尾鱸鰻2』（2016年）

### テレビドラマ
- 『虎爺傳奇』（1998年）台視 台湾語連続ドラマ
- 『雍正大帝』（1999年）　台視 連続ドラマ
- 『短刀行』（1999年）　三立 連続ドラマ
- 『文英ㄟ厝邊』（2003年）中視 台湾語連続ドラマ
- 『夜明珠』(2003年） 大愛電視 台湾語連続ドラマ
- 『讓愛傳出去』(2004年） 大愛電視 台湾語連続ドラマ
- 『金海清空』(2004年） 大愛電視 台湾語連続ドラマ
- 『阿桃』(2005年） 大愛電視 台湾語連続ドラマ
- 『歡喜有緣-後山土地公』(2007年） 大愛電視台湾語連続ドラマ
- 『回甘人生味』(2007年） 大愛電視 台湾語連続ドラマ
- 『幸福時光』(2007年） 大愛電視 台湾語連続ドラマ
- 『情緣路』(2008年） 大愛電視台湾語連続ドラマ
- 『走過好味道』(2008年） 大愛電視 台湾語連続ドラマ
- 『幸福一牛車』(2009年） 大愛電視 台湾語連続ドラマ
- 『有愛不孤單』(2009年） 大愛電視 台湾語連続ドラマ
- 『醫世情』(2009年） 大愛電視 台湾語連続ドラマ
- 『路邊董事長』(2010年） 大愛電視 台湾語連続ドラマ
- 『讓愛飛翔』(2011年） 大愛電視 台湾語連続ドラマ
- 『幸福的滋味』(2011年） 大愛電視 台湾語連続ドラマ
- 『愛的界線』(2011年） 大愛電視 台湾語連続ドラマ
- 『是顧香濃』(2011年） 大愛電視 台湾語連続ドラマ
- 『慈悲的滋味』(2012年） 大愛電視 台湾語連続ドラマ
- 『愛在陽光下』(2013年） 大愛電視 台湾語連続ドラマ
- 『孤戀花』（2013年）　三立 連続ドラマ
- 『指尖的溫暖』(2014年） 大愛電視 台湾語連続ドラマ
- 『南国小太陽』(2015年） 大愛電視 台湾語連続ドラマ
- 『在一起，就好』（2016年）　TVBS歡樂台 連続ドラマ
- 『今晚，你想點什麼？』（2016年）　公共放送 連続ドラマ
- 『牡丹花開』(2017年） 台視 台湾語連続ドラマ
- 『黃金大天团』(2018年） 大愛電視 台湾語連続ドラマ